# Cri d'alarme
Cri d'alarme est une nouvelle de Guy de Maupassant, parue en 1886.

## Historique
Cri d'alarme est une nouvelle de Guy de Maupassant initialement publiée dans le quotidien Gil Blas du 23 novembre 1886, puis dans le recueil Le Colporteur en 1900.

## Résumé
Lettre d'un homme naïf, dupé par les femmes.

## Éditions
- 1886 -  Cri d'alarme, dans Gil Blas
- 1900 -  Cri d'alarme, dans Le Colporteur, recueil de nouvelles (posthume) chez l'éditeur Ollendorff.
- 1979 -  Cri d'alarme, dans Maupassant, Contes et Nouvelles, tome II, texte établi et annoté par Louis Forestier, éditions Gallimard, Bibliothèque de la Pléiade.

## Lire
- Lien vers la version de  Cri d'alarme dans Contes divers,